# Asilus gigas
Asilus gigas är en tvåvingeart som först beskrevs av Lichtenstein 1796.  Asilus gigas ingår i släktet Asilus och familjen rovflugor.
Artens utbredningsområde är Surinam. Inga underarter finns listade i Catalogue of Life.